# 베리테
베리테(Vérité, 1990년 5월 6일 ~ )는 미국의 싱어송라이터이다.

## 음반 목록

### 정규 앨범
- Somewhere in Between (2017)

### EP
- Echo EP (2014)
- Sentiment EP (2015)
- Living EP (2016)